# 9M17 Falanga
2K8/3M11/9M17 Falanga/Skorpion (kod NATO AT-2 Swatter) – radziecki przeciwpancerny pocisk kierowany.

## Historia
Został przyjęty na uzbrojenie Armii Radzieckiej w 1962 równolegle z systemem ppk 3M6 Trzmiel, jako rezultat podjętych w 1957 r. prac nad tą nową wówczas kategorią uzbrojenia. Pierwsza wersja pocisku (9M11) była kierowana ręcznie przy pomocy komend przesyłanych droga radiową. Kolejna wersja charakteryzująca się powiększonym zasięgiem nosiła oznaczenie 9M17. W 1968 roku na uzbrojenie trafił zmodernizowany wariant 9M17M, któremu nadano kryptonim „Skorpion”. Była to pierwsza wersja produkowana na większą skalę. Podobnie jak wcześniejsze wersje była naprowadzana metodą MCLOS. Po odpaleniu pocisku operator uzbrojenia starał się utrzymywać w celowniku cel, pocisk znacznik w celowniku (tzw. metoda trzech punktów). W związku z tym nawet w przypadku dobrze wyszkolonego operatora prawdopodobieństwo trafienia pociskiem nie przekraczało 70%.
W 1969 roku powstała kolejna wersja 9M17P. Była ona naprowadzana metodą SACLOS. Operator uzbrojenia musiał już tylko utrzymywać znacznik celownika na celu. Pocisk rakietowy był śledzony przez aparaturę zamocowaną na nosicielu. Goniometr mierzył kąt pomiędzy linią celowania i ppk a na podstawie tego pomiaru obliczane były komendy sterujące pociskiem. W związku z automatyzacją procesu naprowadzania i eliminacją znacznej części błędów które mógł popełnić operator w cel trafiało w warunkach pokojowych około 90% pocisków 9M17P.
Pociski 9M17 były przenoszone przez rakietowe niszczyciele czołgów na podwoziu BRDM-2 (w tej wersji nosił on nazwę 9K8 Flejta), oraz śmigłowce szturmowe Mi-4AW, Mi-24 (wersje A oraz D) i śmigłowce wsparcia Mi-8TB. Znalazły się na uzbrojeniu sił zbrojnych państw Układu Warszawskiego, Iraku, Libii, Syrii, Wietnamu i Jemenu Południowego. Obecnie jest to pocisk przestarzały, ale nadal jest wykorzystywany przez niektóre kraje trzeciego świata. W sowieckiej armii był używany do wczesnych lat 80 XX w., kiedy to został wyparty przez ponaddźwiękowy pocisk 9K114 Szturm-W (wcielony do służby w 1976).

## Dane taktyczno-techniczne[5]
- Masa pocisku:
  - 3M11/9M11: 26,5 kg
  - 9M17/9M17M: 29,5 kg
  - 9M17P: 32,5 kg
- Średnica kadłuba: 132 mm
- Rozpiętość stateczników: 650 mm
- Długość: 1160
- Donośność:
  - 3M11/9M11: 500-3000 m
  - 9M17/9M17M: 500-3500 m
  - 9M17P: 250-4000 m
- Prędkość: ok. 150 m/s
- Przebijalność pancerza:
  - 3M11/9M11: 480 mm
  - 9M17/9M17M: 510 mm
  - 9M17P: 650 mm